# Assignan
Assignan är en kommun i departementet Hérault i regionen Occitanien i södra Frankrike. Kommunen ligger i kantonen Saint-Chinian som tillhör arrondissementet Béziers. År 2022 hade Assignan 168 invånare.

## Befolkningsutveckling
Antalet invånare i kommunen Assignan
Referens:INSEE